# 銅配線

銅配線のダマシンプロセス

銅ベースチップとは、配線工程のメタル層において、配線として銅を用いた半導体集積回路のこと。
銅はアルミニウムより優れた導体であるため、この技術を用いたチップはより小さいメタルコンポーネントを持つことができ、電気を通すエネルギーが小さくなる。
また、これらの効果によりプロセッサが高パフォーマンスになる。
これらはIBMがモトローラの支援のもと1997年に最初に導入した。

アルミニウムから銅への移行は、メタルのパターニングの根本的に異なる方法や、シリコンを潜在的にダメージを与える銅原子から分離させるためのバリアメタル層の導入などを含む製造技術の大きな発展を必要とした。

## パターニング
いくつかの揮発性の銅化合物が存在することが1947年までに知られており、世紀が進むとさらに多く発見されていたが、産業的利用はされていなかった。
よってそれまでアルミニウムで大きな成功を収めていたフォトレジストマスクとプラズマエッチングの技術では、銅をパターン化することができなかった。
銅をプラズマエッチングできないことはメタルパターニングプロセスの劇的な見直しを要求した。
見直しの結果は「アディティブパターニング」または伝統的な象嵌の技術との類似性から「ダマシン」や「デュアルダマシン」とも言われるプロセスであった。
このプロセスでは、下層のシリコン酸化物絶縁層は導体があるべき開いた溝のパターンをもつ。
溝を十分に埋める厚い銅のコーティングは絶縁体の上に堆積し、絶縁層の上端以上まで伸びた銅を化学機械研磨（CMP）で除去する（overburdenとして知られる）。
絶縁層の溝の中に入り込んだ銅は取り除かれず、パターン化された導体となる。
ダマシンプロセスは一般に1回のダマシンステージ当たりに１つの構造を銅で形成し埋める。
デュアルダマシンプロセスは一般に一度に銅で2つの構造を形成し埋める。
たとえばビアとその上を覆う溝の両方がデュアルダマシンを用いて一回の銅の堆積で埋められる。
絶縁層と銅の連続する層によって多層（約5-10メタル層）配線構造が作られる。
CMPは平坦かつ均一に銅コーティングを除去でき、銅-絶縁体界面でくり返し止めることができる。

## メタルバリア
全ての銅配線をメタルバリア層で完全に囲まなければならない。
なぜなら周囲の物質に銅が拡散すると特性が低下するためである。
たとえばシリコンは銅がドープされると深い準位トラップを形成する。
名前が暗示するように、銅導体を下のシリコンから化学的に分離するためにメタルバリアは銅の拡散を十分に制限しなければならないが、それにもかかわらず良い電子接点を維持するために高い電気伝導性も持たなければならない。
バリア層の厚さも重要である。
バリア層が薄すぎると銅接点が接続されたデバイスに害を与える。
バリア層が厚すぎると、バリア層と銅導体の全抵抗がアルミニウム配線よりも大きくなり、利点が損なわれてしまう。
それまでのアルミニウムから銅ベース導体への移行における導電性の向上は少量であり、アルミニウムと銅のバルク導電性の単純な比較から期待されたほど良くはなかった。
銅導体の4面すべてでのメタルバリアの添加は、純粋で低抵抗である銅から成る導体の断面積を大きく減少させる。
アルミニウムは、一方でシリコンやアルミニウム層へ直接に接点を作るとき低いオーミック抵抗を促進するため薄いメタルバリアを要求し、メタル線の側面でアルミニウムを周囲のシリコン酸化物絶縁体から分離するためのメタルバリアを要求しなかった。
それゆえ科学者はバッファー層を用いずにSi基板へのCuの拡散を抑える新しい方法を探している。
一つの方法は配線材料としてCu-Ge合金を用いることで、バッファー層（たとえばTiN）が必要なくなる。
平均抵抗6 ± 1 μΩ cm、仕事関数~4.47 ± 0.02 eVのエピタキシャルCu3Ge層が作られており、Cuの良い代替材料となる可能性もある。

## エレクトロマイグレーション
エレクトロマイグレーションとは電流の影響を受けてメタル導体が変形し、ついには導体の破壊が起きるプロセスである。
エレクトロマイグレーションへの耐性はアルミニウムよりも銅のほうが優れている。
このエレクトロマイグレーション耐性の向上により、同じサイズのアルミニウムに比べて銅の方がより高い電流を流すことができる。
導電性のわずかな向上とエレクトロマイグレーション耐性の改善とのコンビネーションは非常に魅力的であった。
これらのパフォーマンスの改善から導かれる全体の利益は、銅ベース技術と高パフォーマンス半導体デバイスの製造方法において全面的な投資を推し進めるのに最終的には十分なものであった。銅ベースプロセスは現在の半導体産業での最先端であり続けている。